# 通济镇 (彭州市)
通济镇，是中华人民共和国四川省成都市彭州市下辖的一个乡镇级行政单位。2019年12月，撤销新兴镇，将其所属行政区域划归通济镇管辖；将通济镇思文场社区、官田村、姚家村、天生桥村、梓柏村、双杨村、涧安村所属行政区域划归白鹿镇管辖。通济镇人民政府驻三明路3号。

## 行政区划
通济镇下辖以下地区：
通济场社区、思文场社区、景山社区、崇德村、羊叉村、筒西村、春芽村、龙定村、红山村、大坪村、黄村、桥楼村、官田村、姚家村、梓柏村、双杨村、涧安村、麻柳村、花溪村和天生桥村。
2019年12月调整后，通济镇辖原新兴镇和景山社区、通济场社区、崇德村、红山村、大坪村、筒西村、麻柳村、花溪村、春芽村、黄村、桥楼村、羊叉村、龙定村所属行政区域，